# ریچارد ای. نیسبت
ریچارد ای نیسبت (انگلیسی: Richard E. Nisbett; ۱ ژوئن ۱۹۴۱ –) دانشمند در زمینه روان‌شناسی اجتماعی اهل ایالات متحده آمریکا بود.
وی همچنین برندهٔ جوایزی همچون کمک‌هزینه گوگنهایم شده‌است.